# Małgorzata Habsburg (1480–1530)
Małgorzata Austriaczka (ur. 10 stycznia 1480 w Brukseli, zm. 1 grudnia 1530 w Mechelen) – córka cesarza Maksymiliana I i Marii Burgundzkiej, namiestniczka Niderlandów od 1507 do stycznia 1515 i od 1517 do śmierci.

## Młodość
Na mocy postanowień pokoju w Arras z 1482 Małgorzata miała poślubić przyszłego króla Francji Karola VIII. Została wysłana na dwór francuski, gdzie miała się przygotowywać do swojej przyszłej roli. 22 lipca 1483 zawarto układ małżeński z 13-letnim delfinem Karolem, który w tym samym roku został królem. 6 grudnia 1491 Karol VIII poślubił jednak Annę Bretońską. Mimo to Małgorzata jeszcze 2 lata przebywała na dworze francuskim. Dopiero po podpisaniu traktatu w Senlis w czerwcu 1493 przybyła do należących do Habsburgów Niderlandów.

## Małżeństwa
20 stycznia 1495 w Antwerpii cesarz Maksymilian I zawarł z władcą Hiszpanii Ferdynandem Katolickim sojusz, który przewidywał także małżeństwa pomiędzy dziećmi obu monarchów. Syn Maksymiliana Filip Piękny miał poślubić Joannę Szaloną, a Małgorzata – następcę tronu hiszpańskiego Jana. 5 listopada 1495 w Mechelen układ małżeński został ratyfikowany i Małgorzata poślubiła per procuram Jana. Kolejne porozumienie pomiędzy monarchami w sprawie małżeństw ich dzieci zostało podpisane 3 stycznia 1496 równocześnie przez Maksymiliana w Nördlingen i Ferdynanda Katolickiego w Ulldecona. Ślub Małgorzaty i Jana nastąpił dopiero 3 kwietnia 1497 w Burgos. Małżeństwo trwało krótko, gdyż Jan zmarł 4 października 1497 w Salamance. Małgorzata była wówczas w ciąży. Dziecko urodziło się martwe. We wrześniu 1499 uzyskała zgodę na opuszczenie Hiszpanii i przez Francję udała się do Flandrii. Po przybyciu do Gandawy została 7 marca 1500 matką chrzestną swojego bratanka, późniejszego cesarza Karola V.
Już w styczniu 1498 cesarz Maksymilian zaczął planować małżeństwo Małgorzaty z księciem Sabaudii. Było ono elementem jego antyfrancuskiej polityki. 26 września 1501 Filip I Piękny podpisał w Brukseli kontrakt ślubny. 27 października 1501 Małgorzata odjechała do Sabaudii, gdzie 3 grudnia w klasztorze Romainmôtier poślubiła księcia Filiberta II. W Sabaudii Małgorzata wykazała się talentem politycznym, doprowadzając do pozbawienia wpływów i wygnania przyrodniego brata męża – René.
Książę Filibert zmarł w 1504 w wyniku wypadku na polowaniu. W 1506 Małgorzata założyła klasztor w Brou jako miejsce spoczynku męża. Sprzeciwiła się kolejnym planom matrymonialnym ojca wobec niej.

## Namiestniczka Niderlandów
Po śmierci brata Filipa Pięknego Małgorzata 18 marca 1507 została namiestniczką Niderlandów. Ponadto była opiekunką bratanka Karola i jego sióstr Eleonory, Izabeli i Marii. Rezydencją Małgorzaty stało się Mechelen, gdzie wybudowała pałac. Na jej dworze przebywał m.in. Erazm z Rotterdamu. Celem jej polityki było odzyskanie Burgundii.
Po uznaniu przez stany burgundzkie bratanka Karola za pełnoletniego 5 stycznia 1515 Małgorzata utraciła urząd namiestniczki. W 1516 Karol objął tron hiszpański i w następnym roku mianował Małgorzatę ponownie na urząd namiestniczki. W 1529 zawarła ona z Ludwiką Sabaudzką pokój w Cambrai kończący wojnę pomiędzy królem Niemiec i Hiszpanii Karolem V a królem Francji Franciszkiem I. Pokój zawarły kobiety (matka króla Francji i ciotka władcy Niemiec), gdyż obaj władcy nie chcieli ze sobą rozmawiać.

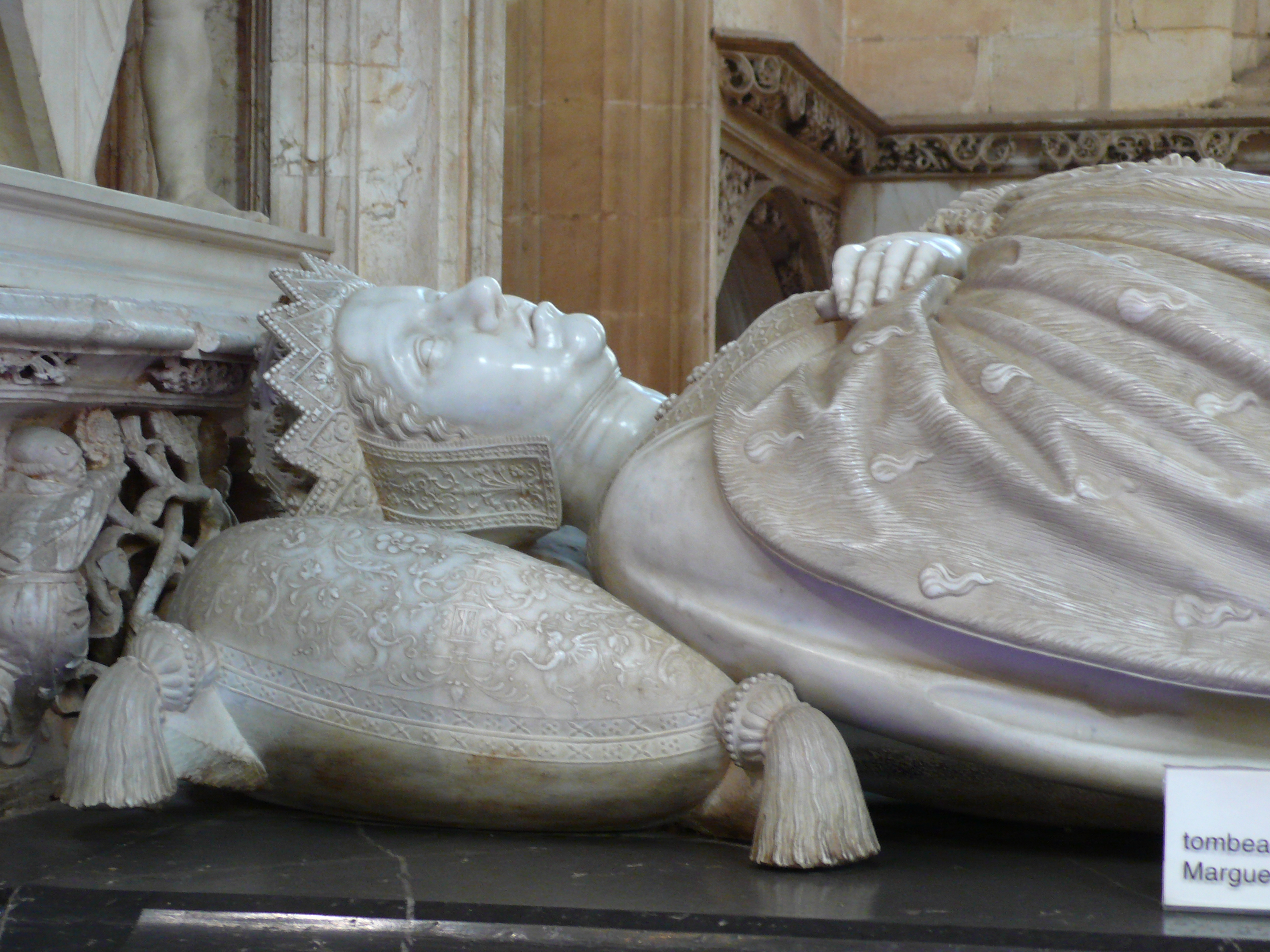
Grób Małgorzaty w Brou

W ostatnich latach życia cierpiała na chorobę nóg, zapewne na żylaki.  Według innego przekazu  miała ona nastąpić na odłamek szkła co spowodowało gangrenę (zgorzel) będącą przyczyną jej śmierci. Została pochowana początkowo w Brugii. W 1532 jej zwłoki przeniesiono do Brou i pochowano obok drugiego męża.